# Tryfosa Sastrokromo
Tryfosa Sastrokromo is een Surinaams voetbalster. Ze speelde in de selecties van U-20 en de senioren van het Surinaamse voetbalelftal.

## Carrière
Tryfosa Sastrokromo wisselde in het Surinaamse clubvoetbal in januari 2018 van Oema Soso naar SV Ascona. Later stapte ze over naar Inter Para.
In juli speelde ze in de U-20-selectie van het Surinaamse voetbalelftal de kwalificatiewedstrijden voor het Concacaf Kampioenschap. Ze scoorde het enige doelpunt voor Suriname in de wedstrijd tegen Guyana die verloren werd met 3-1.
In februari 2022 speelde ze voor de senioren van het Surinaamse elftal tijdens kwalificatiewedstrijden voor het Wereldkampioenschap voetbal vrouwen van 2023. Ze speelde mee in de uitwedstrijd tegen Mexico die met 9-0 werd verloren. In de wedstrijd liep ze tegen een gele kaart aan. Vier dagen later speelde ze thuis tegen Anguilla. Deze wedstrijd won Suriname met 5-0.